# Euriphene seeldrayersi
Euriphene seeldrayersi är en fjärilsart som beskrevs av Aurivillius. Euriphene seeldrayersi ingår i släktet Euriphene och familjen praktfjärilar. Inga underarter finns listade i Catalogue of Life.